# バウシー・テリア
バウシー・テリア（英：Bowsy Terrier）は、イギリスのスコットランド原産のテリア犬種・闘犬種のひとつである。
「バウシー」というのはスコットランド語で「歪んだ」や「毛むくじゃら」を意味していて、その容姿からとってつけられた犬種名であるといわれている。

## 歴史
1874年に本種に関する記述が残されていることから、それ以前から存在していた犬種であると考えられている。俊足で力が強く、且つ飼育が容易な闘犬を目指して作出され、スコットランド産の足の短いワーキング・テリアの一種と、イギリス原産の特殊使役犬種であるターンスピットを掛け合わせて作り出された。
主に闘犬として、犬同士で闘われるために使われていた。闘犬として用いられるのは攻撃性の高い雄犬で、1対1で激しい戦いを行った。時には相手が死ぬまで攻撃をやめさせないデスマッチが行われることもあった。バウシーを闘犬として用いたのは農作業を営む農夫が中心で、娯楽のひとつとして闘犬を催していたといわれている。この他、通常のテリア犬種と同じく地中猟犬としても用いられていた。作業形態はさまざまなものを訓練させることが出来たといわれるが、詳細は不詳である。
スコットランドの農夫や猟師の娯楽のために戦い、時にテリアとして用いられたこと以外はほとんど知られておらず、1900年代ごろに絶滅している。

## 特徴
ターンスピットとラフコートのテリアの中間のような姿をしているが、外見はターンスピットのほうに近いといわれている。筋肉質の体つきをしていて、体の大きさに反し力が非常に強い。あごの力も強靭である。足は短く、ターンスピットのように内側に湾曲し歪んでいる。耳は垂れ耳、尾は垂れ尾だが、対戦相手に噛まれないように短く断尾された。コートはぼさぼさしていて硬いラフコートで、毛色は特に制限は無い。小型犬サイズで、性格は忠実で活発だが、防衛本能が高く攻撃的である。テリア犬種特有の「テリア・キャラクター」という、気性が荒く頑固で扱いにくい性質も併せ持っている。運動量は多い。